# Octopus minor
Octopus minor — вид осьминога рода Настоящие осьминоги. Вид описал японский зоолог Мадока Сасаки (1883—1927) в 1920 году.
Обитает у побережья Японии, Китая и Корейского полуострова (Южной Кореи), в Японском и Жёлтом морях, в северо-западной части Тихого океана, на глубинах до 200 метров. Размеры до 70 сантиметров, как правило — 30 сантиметров. Цвет от тёмно-серого до светло-серого, в минуту опасности приобретает тёмно-красный цвет. Размеры мантии до 8 сантиметров. Обитает на глинистом и песчаном дне. Питается ракообразными. Как правило, приманкой являются маленькие живые крабы. Гонохористичный (раздельнополый) вид. После нереста и насиживания яиц, вскоре после появления молоди из яиц, как правило самка погибает. Для размножения самец привлекает самку. При спаривании самец удерживает самку рукой, а гектокотилем сперматофоры вводит в мантийную полость самки, где происходит оплодотворение. Молодь некоторое время пребывает на планктонной стадии, пока не вырастают и не начинают вести бентический (донный) образ жизни.
Двусторонне-симметричный, высокоорганизованный моллюск. Тело ясно разделяется на руки, голову и мешковидное туловище. Остаток раковины полностью утерян. Характерная для моллюсков нога преобразована в воронку и руки. Рук 8, представляют собой конические щупальца, снабжённые присосками по всей своей внутренней поверхности. Руки в основании соединены перепонкой (умбреллой). Присоски располагаются в два ряда, усики и плавники отсутствуют. Присоски лишены роговых колец и стебельков, к внутренней поверхности рук они прикрепляются непосредственно своими основаниями. Воронка представляет собой коническую трубку, узким концом направленную вперёд и наружу, а широким основанием — назад и в мантийную полость. Воронка служит для плавания. Туловище со всех сторон одето мантией, прирастающее к нему на спинной стороне и отделённого мантийной полостью на брюшной стороне. В мантийной полости находятся жабры, туда же открывается анальное и половое отверстия. На голове расположены очень сложно и высоко организованные глаза, снабжённые роговицей, радужиной, хрусталиком, стекловидным телом и весьма чувствительной сетчаткой. Радула хорошо развита. Глотка вооружена мощными хитиновыми челюстями, верхней и нижней, по форме напоминающей клюв попугая. В ротовую полость впадают протоки слюных желёз. Развит внутренний скелет, представленный хрящевыми образованиями, предохраняющими в виде головной капсулы головное скопление ганглиев, глаза и статоцисты. Яйца прикрепляет к донным предметам. Оплодотворение внутреннее. Роль копулятивного органа выполняют две изменённые руки, называемые гектокотилями. Прожорливый хищник. Прекрасный пловец, но предпочитает подолгу лежать на дне, стремительно покидая его в минуту опасности или в погоне за добычей.
Является важным промысловым объектом. Употребляется в Китае, Корее и Японии в пищу.

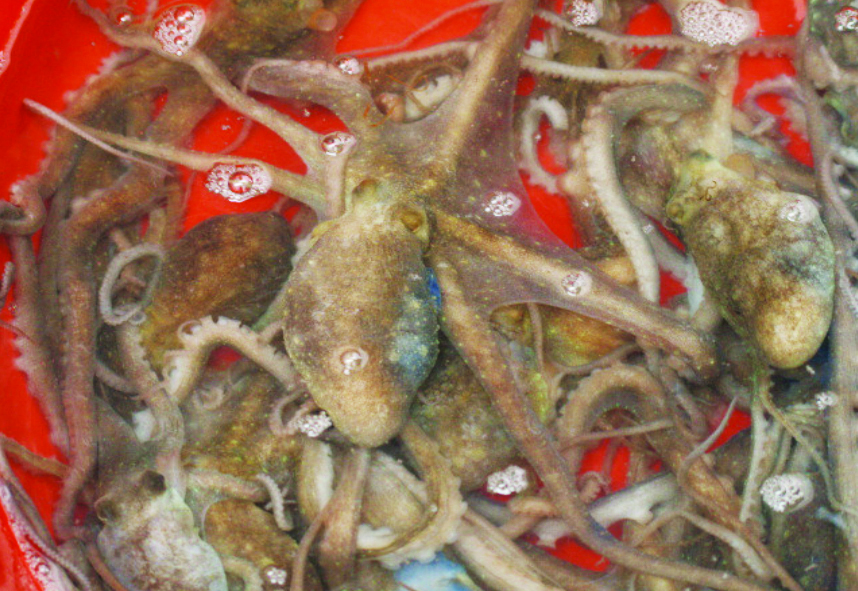
Пойманные осьминоги Octopus minor
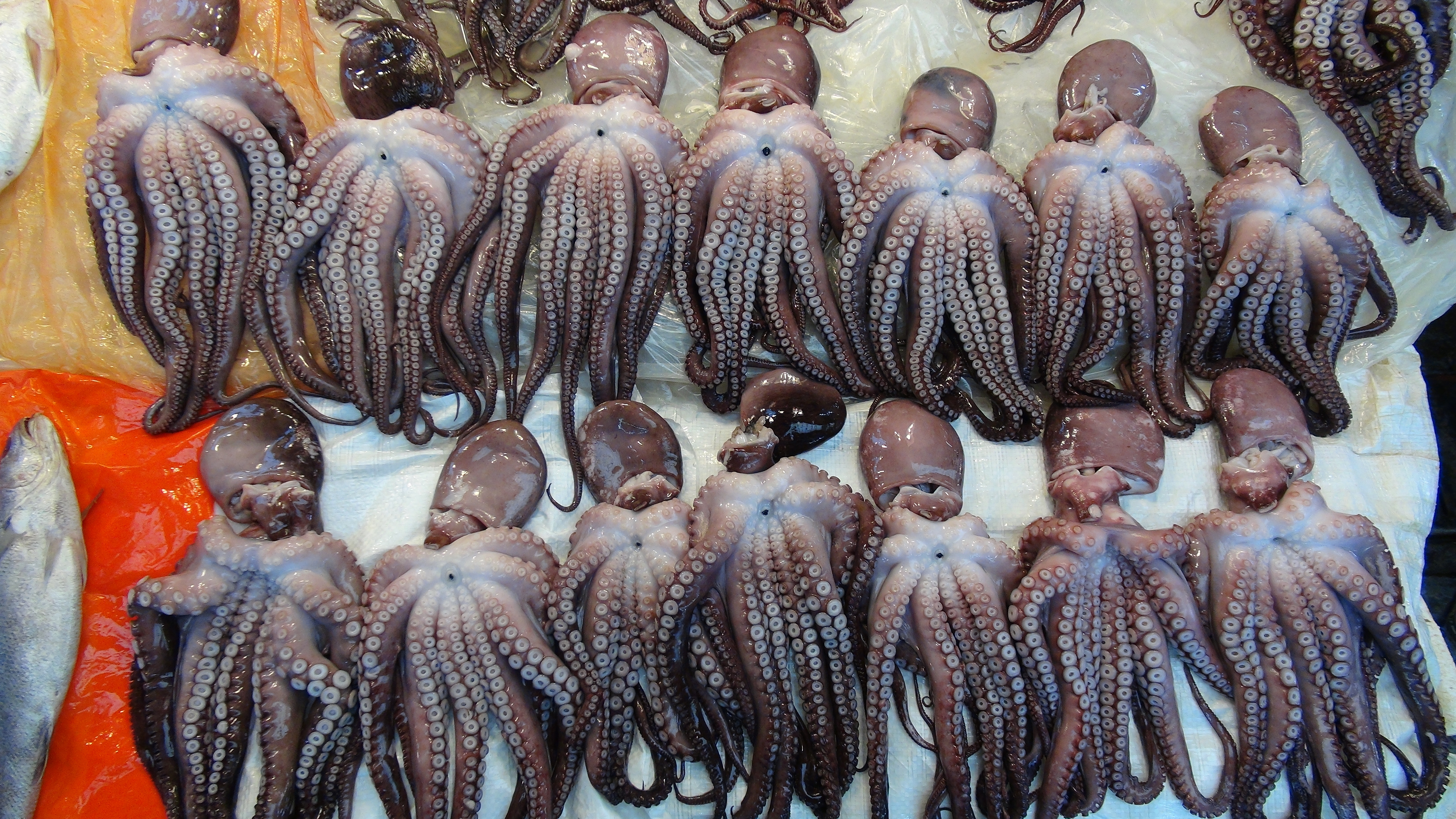
Осьминоги Octopus minor на рынке в Республике Корея
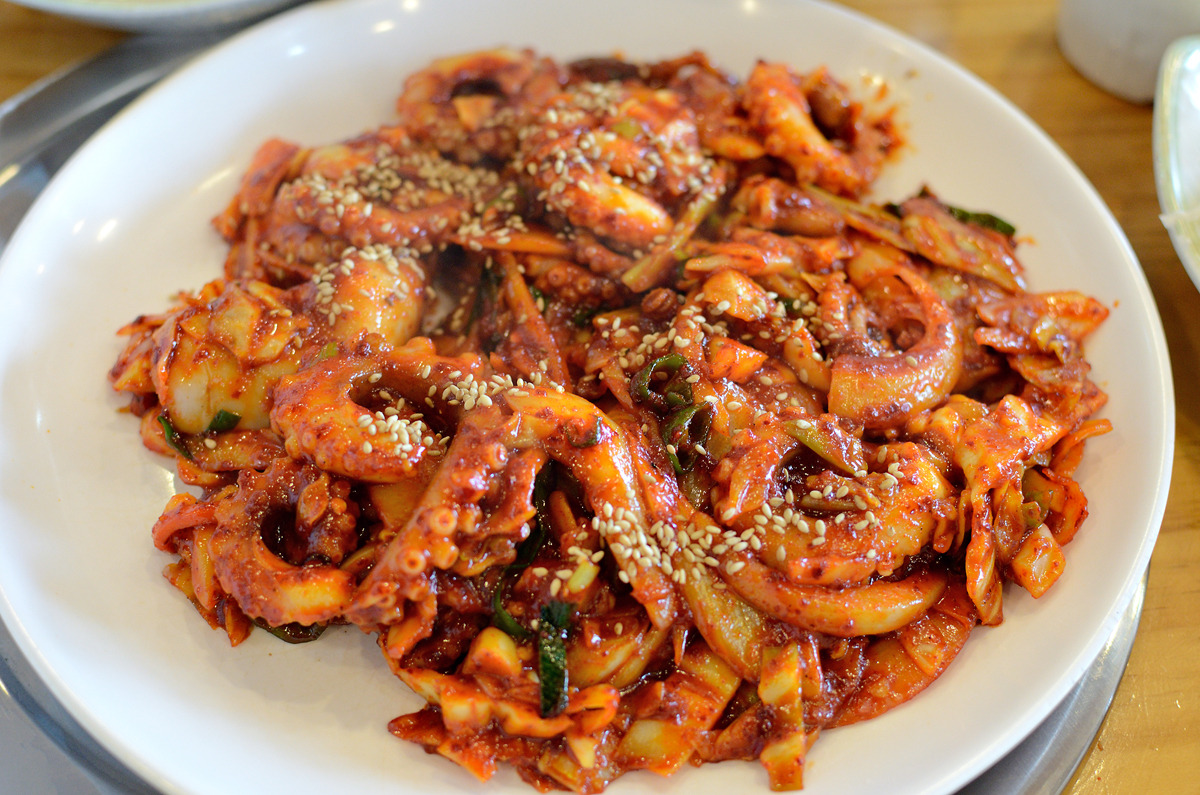
Накчи-поккым[англ.] (жареный осьминог)
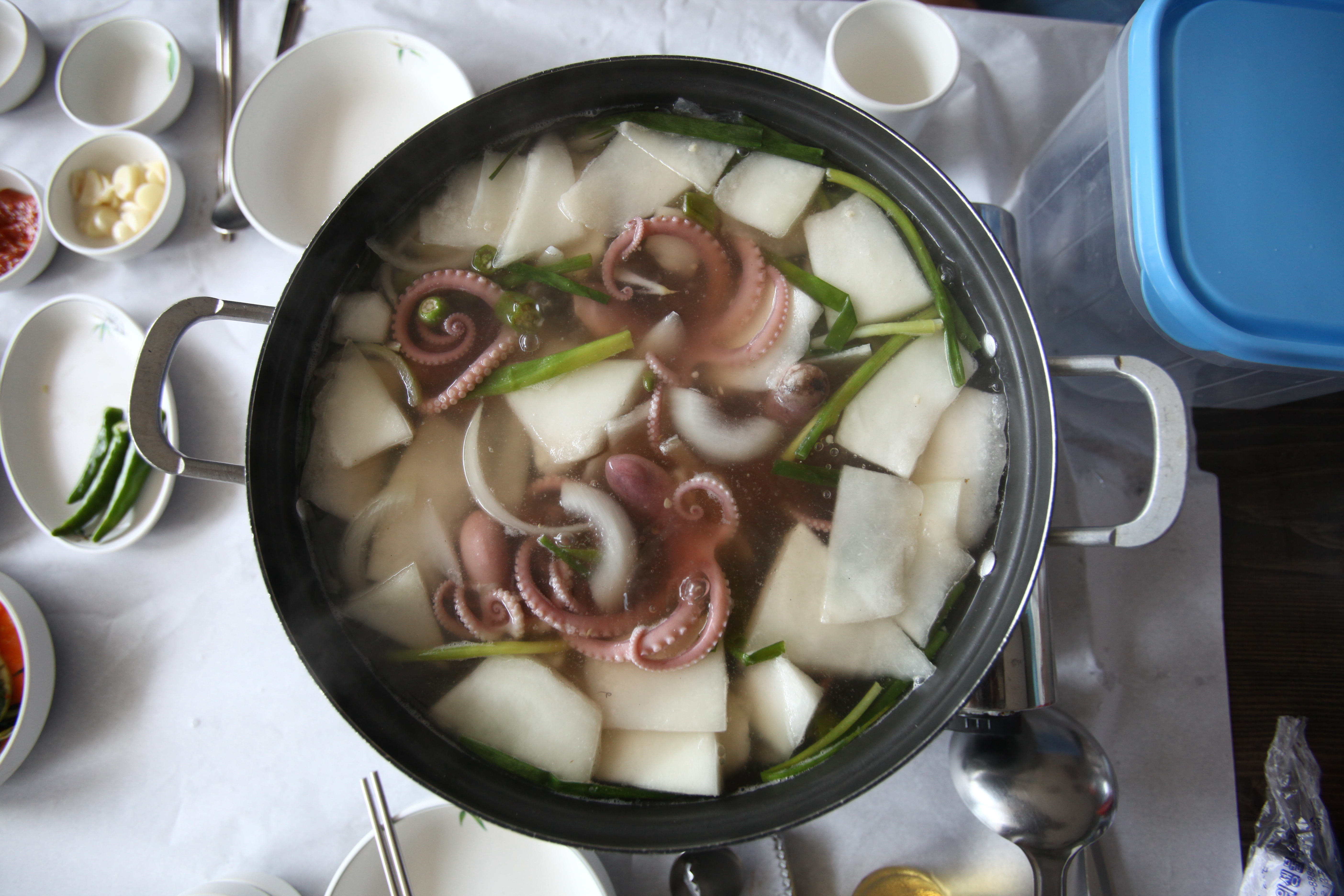
Накчитхан (кор. 낙지탕, суп из пшеничной лапши и осьминога)
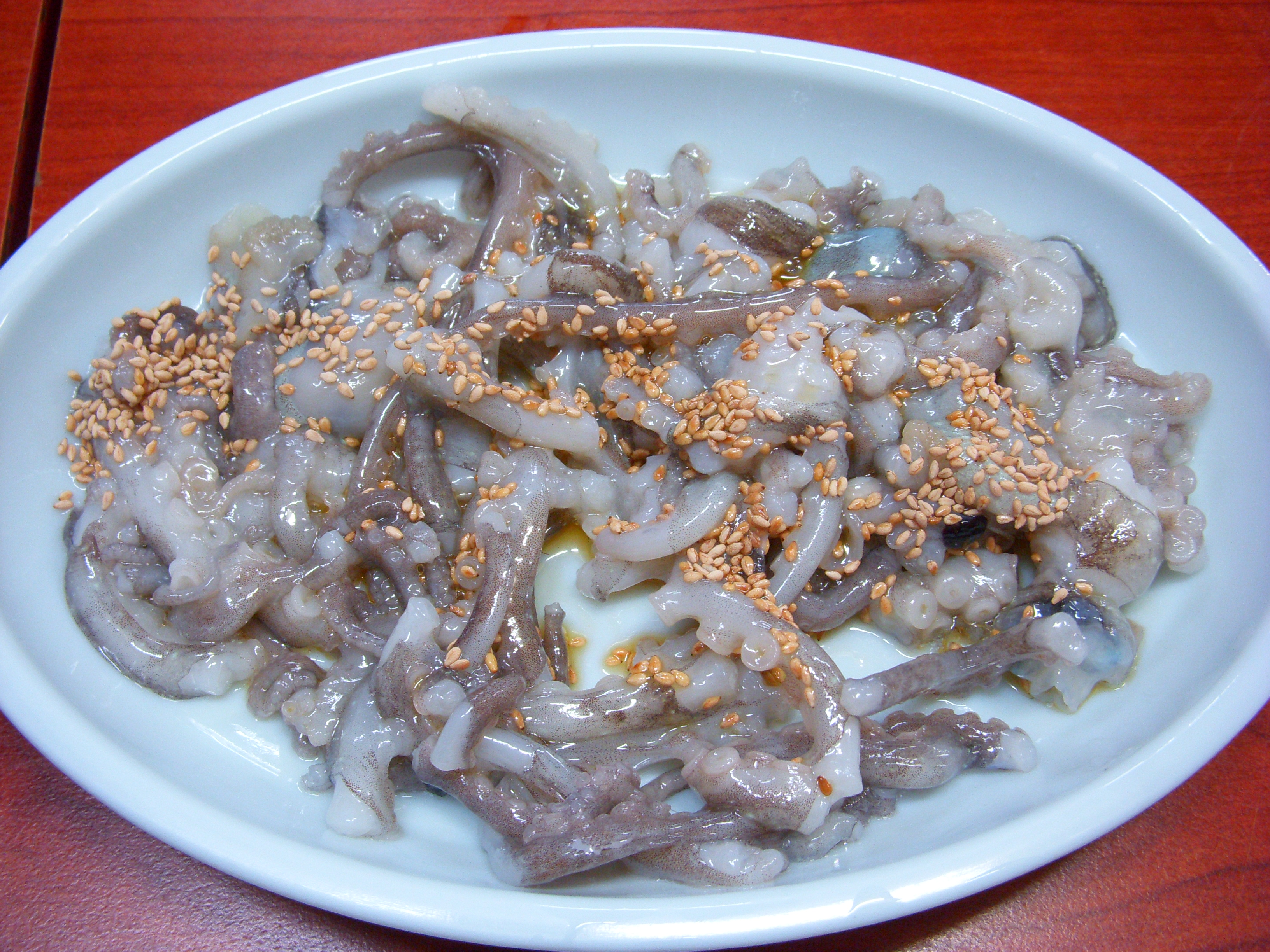
Саннакчи (перед подачей порезанный осьминог)
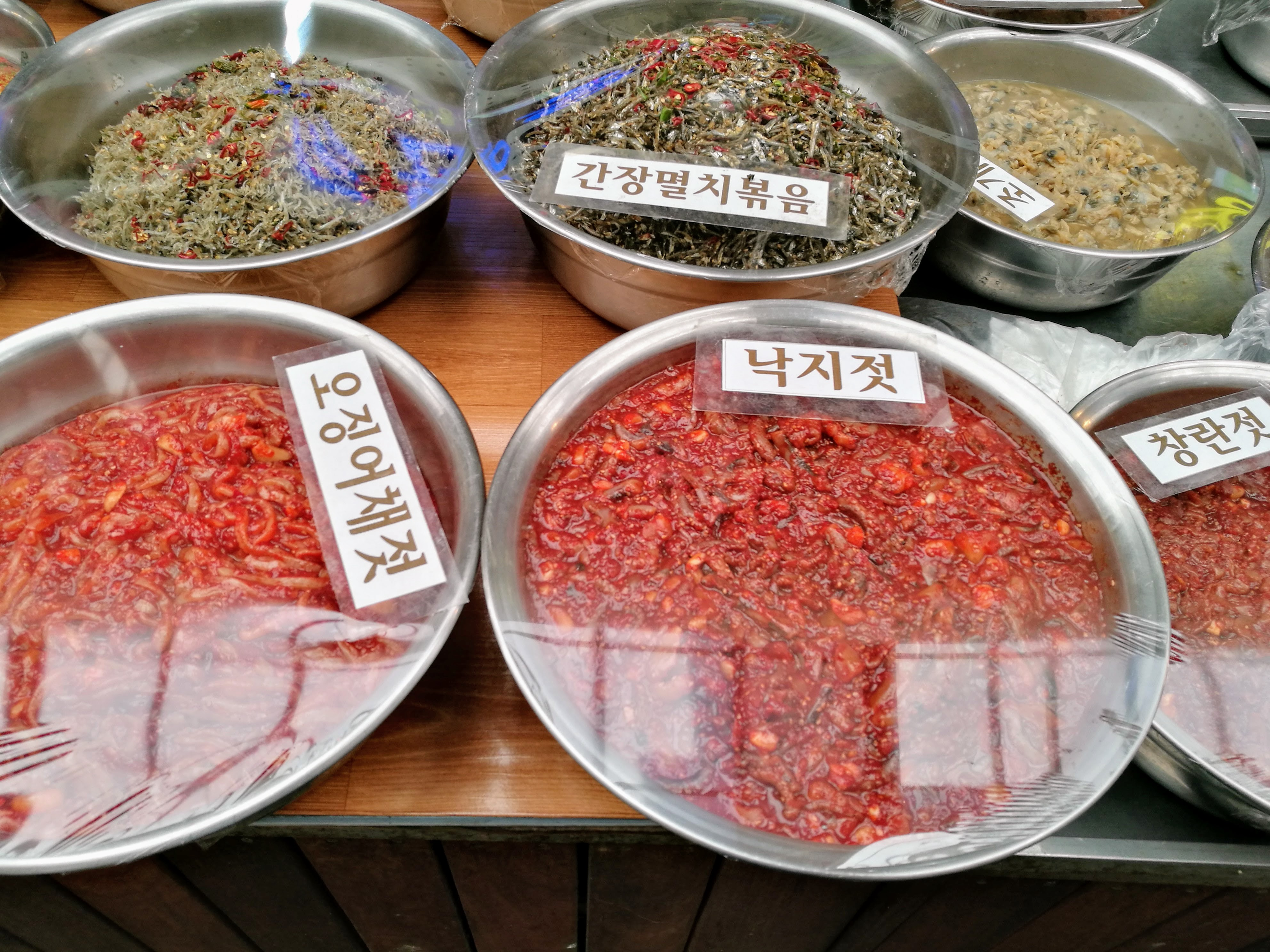
Накчиджот (кор. 낙지젓, солёный осьминог)